# Ivan Jančárek
Ivan Jančárek (ur. 5 września 1964 w Karlowych Warach) – czeski dyplomata, ambasador Republiki Czeskiej w Danii, Brazylii, Hiszpanii oraz Korei Południowej.

## Życiorys
Absolwent Uniwersytetu Karola w Pradze, studiował również w Moskiewskim Państwowym Instytucie Stosunków Międzynarodowych. W 1988 rozpoczął pracę w Ministerstwie Spraw Zagranicznych Czechosłowacji, po rozpadzie kraju przeszedł do czeskiego MSZ. Pracował jako attaché w ambasadzie w Mozambiku, trzeci sekretarz w ambasadzie w Republice Południowej Afryki oraz dyrektor departamentu bałkańskiego w resorcie. W latach 1996–2001 zatrudniony w ambasadzie w Szwecji, m.in. jako zastępca ambasadora. Od 2001 do 2003 był członkiem zespołu koordynującego negocjacje akcesyjne z Unią Europejską. Później objął kierownicze stanowisko w sekcji unijnej MSZ. W latach 2004–2008 był ambasadorem Republiki Czeskiej w Danii. W 2008 stanął na czele placówki dyplomatycznej w Brazylii. Funkcję tę pełnił do 2013, powrócił później do pracy w centrali MSZ.
Nawiązał współpracę z ugrupowaniem ANO 2011, był jego kandydatem w wyborach europejskich. W 2018 objął stanowisko ambasadora w Hiszpanii, a w 2023 stanął na czele czeskiej ambasady w Korei Południowej.

## Odznaczenia
W 2013 otrzymał Krzyż Wielki Orderu Rio Branco.